# Ulmer Butterbirne (pera)
'Ulmer Butterbirne' (también conocida como: 'Albecker Butterbirne') es un cultivar antiguo de pera europea Pyrus communis. Es una antigua variedad de pera que se encontró por primera vez en Steige entre Ulm y Albeck.

## Sinonimia
- "Albecker Butterbirne",
- "Mantecosa de Ulm",
- "Mantecosa de Albeck".

## Origen
La variedad se describió por primera vez en 1868 como 'Albecker Steigbirne'. Después de 1880, el vivero de árboles "Scheerer" en Albeck lo mejoró y la introdujo en los circuitos comerciales. La pera mantecosa de Ulm es similar a la 'Herbsteierbirne' (pera huevo de otoño) descrita por Johann Volkmar Sickler ya en 1801. En 2016 fue seleccionada como la variedad de fruta del año en Baden-Württemberg.

## Características
El árbol de la variedad 'Ulmer Butterbirne' es resistente a las heladas, y por lo tanto también es adecuada para altitudes más elevadas que otras variedades de pera. El árbol forma una copa grande y alta que puede sobresalir cuando es viejo. La pera mantecosa de Ulm muestra solo una ligera alternancia y regularmente produce altos rendimientos.
Los frutos de 'Ulmer Butterbirne' son de tamaño pequeño a mediano, forma redondeada a en forma de huevo. El color de fondo de las peras maduras es de amarillo claro a ligeramente verdoso, en el lado soleado pueden tener de sobre color un lavado de rojo brillante,  "russeting" (pardeamiento áspero superficial que presentan algunas variedades), es más o menos importante dependiendo de las condiciones climáticas. Pedúnculo largo y delgado, está ligeramente curvado. La pulpa blanquecina es jugosa y fundente, el sabor es dulce y ligeramente picante.

### Recogida
La pera 'Ulmer Butterbirne' está lista para ser recolectada entre finales de septiembre y mediados de octubre. Los frutos son sensibles a la presión, no se pueden almacenar por mucho tiempo y deben consumirse pronto. Son especialmente adecuados para secar y destilar aguardiente.

## Susceptibilidades
Se deben tratar el árbol y los frutos jóvenes de forma preventiva para controlar la costra de la pera, que ataca a esta variedad con bastante severidad.